# Trogloneta
Trogloneta és un gènere d'aranyes araneomorfes de la família dels mismènids (Mysmenidae). Fou descrit per primera vegada l'any 1922 per Eugène Simon.
Aquest gènere havia format part dels terídids (Theridiidae), i fou transferida dels Theridiidae als Symphytognathidae per Gertsch l'any 1960; l'any 1977 Forster & Platnick l'incorporaren amb els Mysmenidae.

## Taxonomia
Segons el World Spider Catalog amb data del 2018, Trogloneta te reconegudes les següents 11 espècies:
- Trogloneta canariensis Wunderlich, 1987
- Trogloneta cantareira Brescovit & Lopardo, 2008
- Trogloneta cariacica Brescovit & Lopardo, 2008
- Trogloneta denticocleari Lin & Li, 2008
- Trogloneta granulum Simon, 1922
- Trogloneta madeirensis Wunderlich, 1987
- Trogloneta mourai Brescovit & Lopardo, 2008
- Trogloneta paradoxa Gertsch, 1960
- Trogloneta speciosum Lin & Li, 2008
- Trogloneta uncata Lin & Li, 2013
- Trogloneta yuensis Lin & Li, 2013